# Américo Manuel
Américo Manuel é um ex-baterista e músico co-fundador da banda portuguesa de rock UHF. 
Em 1978, Américo ajudou a fundar os UHF juntamente com António Manuel Ribeiro (vocal e guitarra), Renato Gomes (guitarra) e Carlos Peres (baixo), e após um ano de ensaios atravessaram o rio Tejo para mostrar a sua música, influenciada pelo punk mas cantado em português. A estreia em palco aconteceu no início de novembro de 1978, no Bar É, em Lisboa, fazendo a primeira parte dos Faíscas e a 18 de novembro aconteceu o segundo concerto, na Browns, uma discoteca localizada no bairro de Alvalade, em que atuaram antes dos Aqui d’el-Rock.
Na primavera de 1979 entraram em estúdio para gravarem o extended play Jorge Morreu pela etiqueta Metro-Som.[carece de fontes?] O disco é composto por três canções que abordavam a atualidade da época: o tema homónimo (drogas duras), “Caçada” (violência policial) e “Aquela Maria” (prostituição). O trabalho de estreia dos UHF não teve sucesso comercial nem reconhecimento mediático, uma vez que a Metro-Som não investia na promoção do seu catálogo discográfico. Após o lançamento de Jorge Morreu, Américo Manuel abandonou a banda e a música, e foi substituído por Zé Carvalho.
Em 2018, os UHF assinalaram 40 anos de carreira ininterrupta e apenas António Manuel Ribeiro mantém-se como membro fundador residente.